# Corybas selangorensis
Corybas selangorensis là một loài thực vật có hoa trong họ Lan. Loài này được J.Dransf. & G.Sm. mô tả khoa học đầu tiên năm 1986.